# Dho
Dho (en népalais : धो) est village du Népal situé à 4 135 m d’altitude dans la vallée du Tarap, district de Dolpa. Au recensement de 2011, il comptait 923 habitants. C'est le chef-lieu de la gaunpalika (municipalité rurale) de Dolpo Buddha.

## Infrastructures
Avec l'aide de l'association française Action Dolpo, une école, la Crystal Mountain School, a été ouverte en 1994 et accueillait en 2017 environ 200 élèves,.

Ecole Crystal Mountain
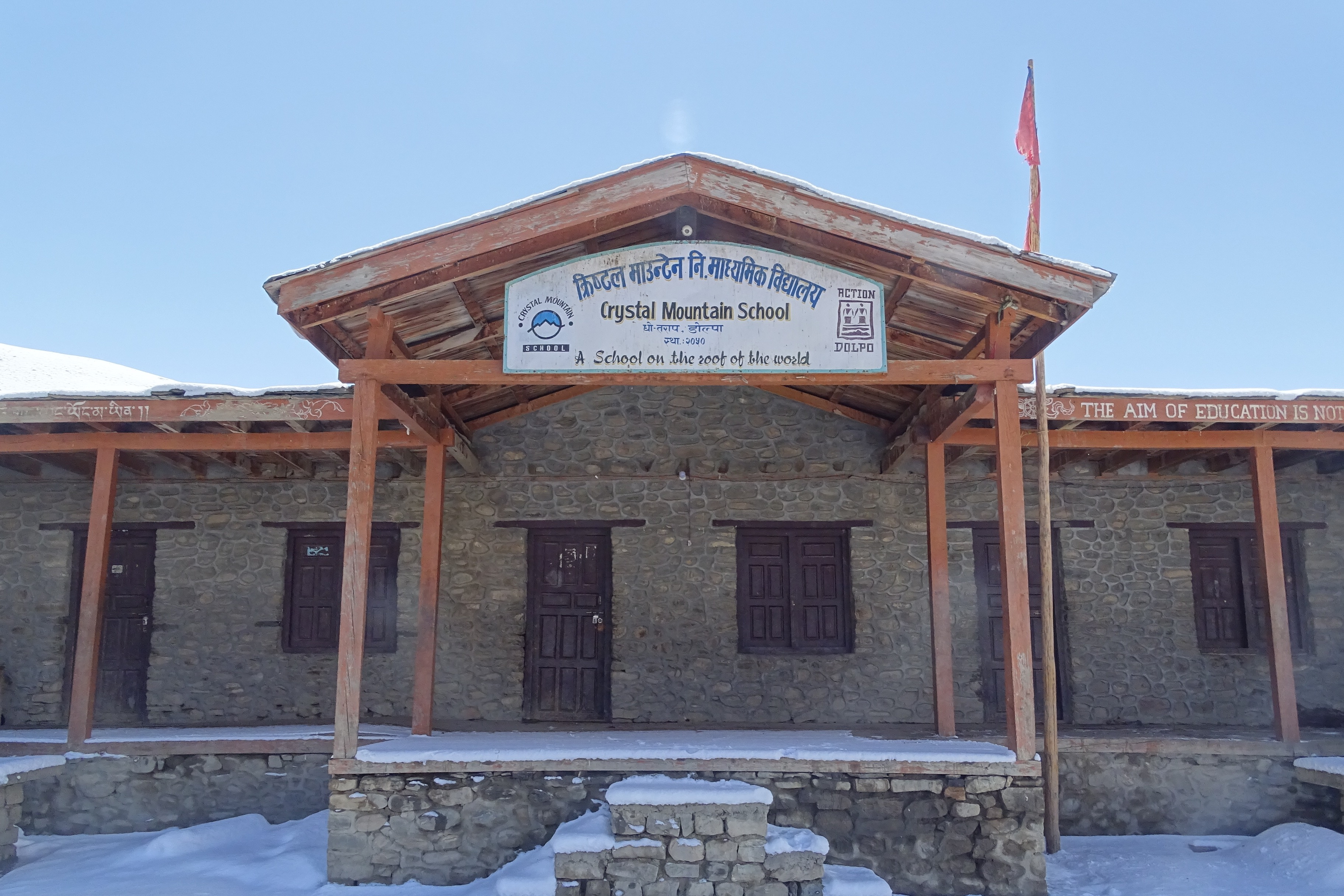
Façade de l'école Crystal Mountain
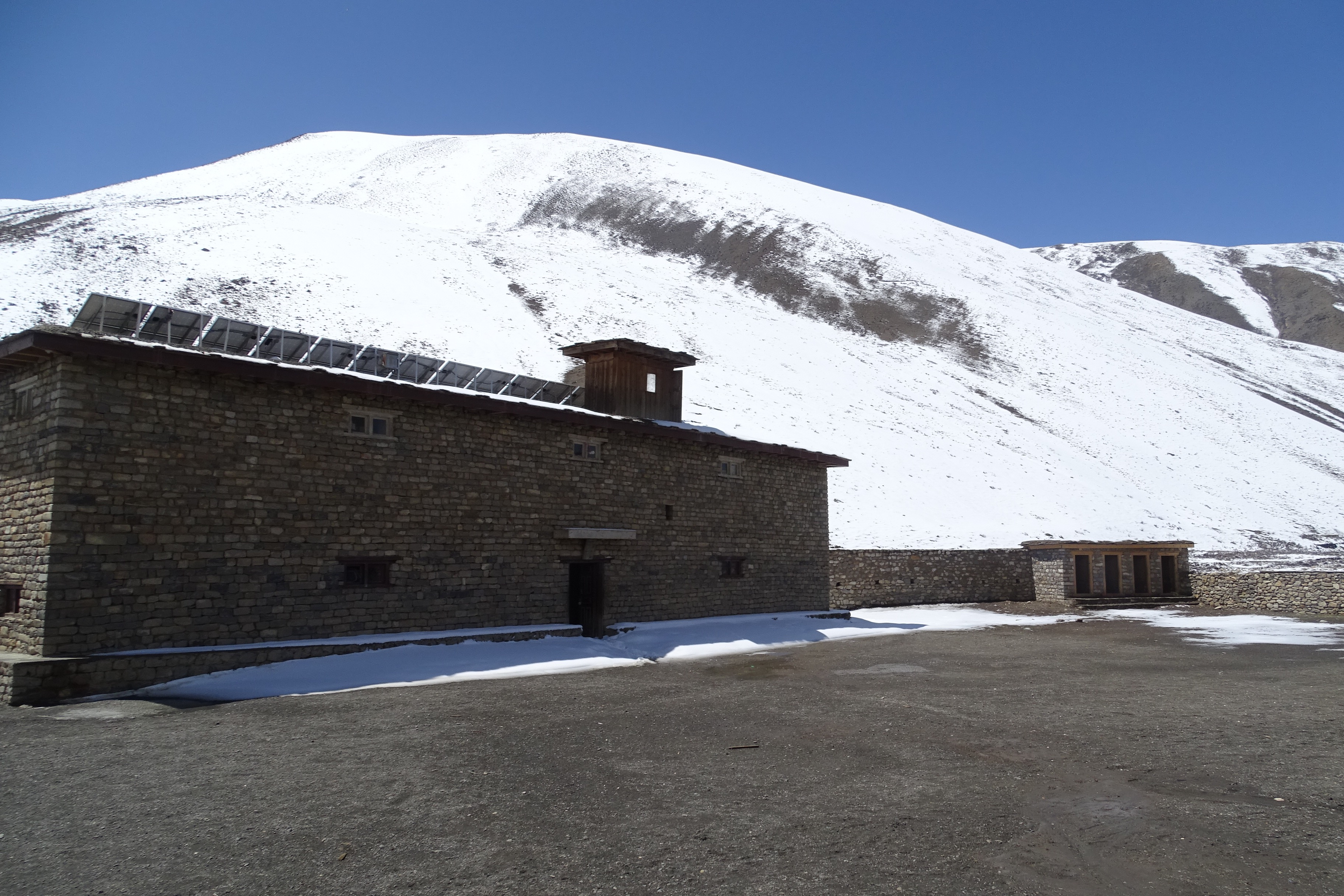
Cour de l'école Crystal Mountain